# Leptogorgia dichotoma
Leptogorgia dichotoma är en korallart som beskrevs av Addison Emery Verrill 1870. Leptogorgia dichotoma ingår i släktet Leptogorgia och familjen Gorgoniidae. Inga underarter finns listade i Catalogue of Life.